# Каламени
Каламени (слч. Kalameny) насељено је мјесто са административним статусом сеоске општине (слч. obec) у округу Ружомберок, у Жилинском крају, Словачка Република.

## Становништво
| Година:    | 1994. | 2004.   | 2014.   | 2024.   |
| ---------- | ----- | ------- | ------- | ------- |
| Број људи: | 456   | 477     | 466     | 421     |
| Разлика:   |       | +4,60 % | -2,30 % | -9,65 % |

| Година:    | 2023. | 2024.   |
| ---------- | ----- | ------- |
| Број људи: | 432   | 421     |
| Разлика:   |       | -2,54 % |

Према подацима о броју становника из 2011. године насеље је имало 452 становника.